# Provincia de Lodi
Lodi (en italiano: provincia di Lodi) es una provincia italiana de la región de Lombardía, en el norte de Italia. Su capital y ciudad más poblada es Lodi.
Tiene un área de 782 km², y una población total de 198.020 hab. (2001). Hay 61 comuni (municipios) en la provincia (fuente: ISTAT, véase este enlace).
Limita al norte con la provincia de Milán; al este con la provincia de Cremona; al sur con la región de la Emilia-Romaña (provincia de Piacenza); y al oeste con la provincia de Pavía.

## Historia
La provincia de Lodi fue constituida en 1992 a partir de 61 municipios desanexados de la provincia de Milán.